# Charlotte Court House
Charlotte Court House és una població dels Estats Units a l'estat de Virgínia. Segons el cens del 2020 té una població de 505 habitants.

## Demografia
Segons el cens del 2000, Charlotte Court House tenia 404 habitants, 148 habitatges, i 104 famílies. La densitat de població era de 39,4 habitants per km².
Dels 148 habitatges en un 23% hi vivien nens de menys de 18 anys, en un 54,1% hi vivien parelles casades, en un 13,5% dones solteres, i en un 29,1% no eren unitats familiars. En el 26,4% dels habitatges hi vivien persones soles el 18,9% de les quals corresponia a persones de 65 anys o més que vivien soles. El nombre mitjà de persones vivint en cada habitatge era de 2,39 i el nombre mitjà de persones que vivien en cada família era de 2,9.
Per edats la població es repartia de la següent manera: un 18,1% tenia menys de 18 anys, un 10,4% entre 18 i 24, un 27% entre 25 i 44, un 24,8% de 45 a 60 i un 19,8% 65 anys o més.
L'edat mediana era de 41 anys. Per cada 100 dones de 18 o més anys hi havia 106,9 homes.
La renda mediana per habitatge era de 33.000 $ i la renda mediana per família de 42.500 $. Els homes tenien una renda mediana de 26.500 $ mentre que les dones 20.313 $. La renda per capita de la població era de 26.657 $. Entorn del 7,8% de les famílies i el 13,8% de la població estaven per davall del llindar de pobresa.

## Poblacions més properes
El següent diagrama mostra les poblacions més properes.